# Exèrcit Central dels Estats Units
L'Exèrcit Central dels Estats Units (United States Army Central), anteriorment el Tercer Exèrcit dels Estats Units (Third United States Army), conegut habitualment com a Tercer Exèrcit i ARCENT, és una formació militar de l'Exèrcit dels Estats Units que va servir durant la Primera Guerra Mundial i la Segona Guerra Mundial, a la Guerra del Golf de 1991, i en l' ocupació de la coalició a l'Iraq. És més conegut per les seves campanyes de la Segona Guerra Mundial sota el comandament del general George S. Patton.
El tercer exèrcit té la seu a la base de la força aèria de Shaw, Carolina del Sud, amb un element cap a Camp Arifjan, Kuwait. Serveix com el graó per sobre dels cossos per al component de l'Exèrcit del Comandament Central, el Comandament Central dels Estats Units, l'àrea de responsabilitat (AOR) inclou el sud-oest d'Àsia, uns 20 països de tot el món, a Àfrica, Àsia i el Golf Pèrsic.

## Història

### Activació i Primera Guerra Mundial
El Tercer Exèrcit dels Estats Units es va activar per primera vegada com a formació durant la Primera Guerra Mundial el 7 de novembre de 1918, a Chaumont, França, quan el Quarter General de les Forces Expedicionàries Americanes va emetre l'Ordre General 198 per organitzar el Tercer Exèrcit i anunciar el seu quarter general. El dia 15, el major general Joseph T. Dickman va assumir el comandament i va dictar l'ordre núm. 1. del Tercer Exèrcit. El Tercer Exèrcit estava format per tres cossos (el (III, Maj. Gen. John L. Hines; IV, Maj. Gen. Charles Muir; i el VII, Maj. Gen. William G. Hahn) i set divisions.

#### La primera missió
El 15 de novembre de 1918, el major general Dickman va rebre la missió de traslladar-se ràpidament i per qualsevol mitjà a l'Alemanya central amb tasques d'ocupació. Havia de desarmar i dissoldre les forces alemanyes segons l'ordre del general John J. Pershing, comandant de les Forces Expedicionàries Americanes.
La marxa cap a Alemanya com a ocupació es va iniciar el 17 de novembre de 1918. El 15 de desembre, el tercer quarter general de l'exèrcit a Mayen es va obrir a Coblenz. Dos dies després, el 17 de desembre de 1918, s'havia establert el cap de pont de Coblenz, format per un pontó i tres ponts de ferrocarril a través del Rin.
Les tropes del Tercer Exèrcit no havien trobat cap acte hostil. A la zona ocupada, tant el subministrament d'aliments com el carbó eren suficients. El creuament del Rin per les divisions de primera línia es va efectuar a temps i sense confusió. Les tropes, en creuar el Rin i arribar a les zones assignades, es van preparar per ocupar posicions seleccionades per a la defensa. La força del Tercer Exèrcit el 19 de desembre, data en què es va completar l'ocupació del cap de pont, era de 9.638 oficials i 221.070 soldats.

#### Avenç del Tercer Exèrcit

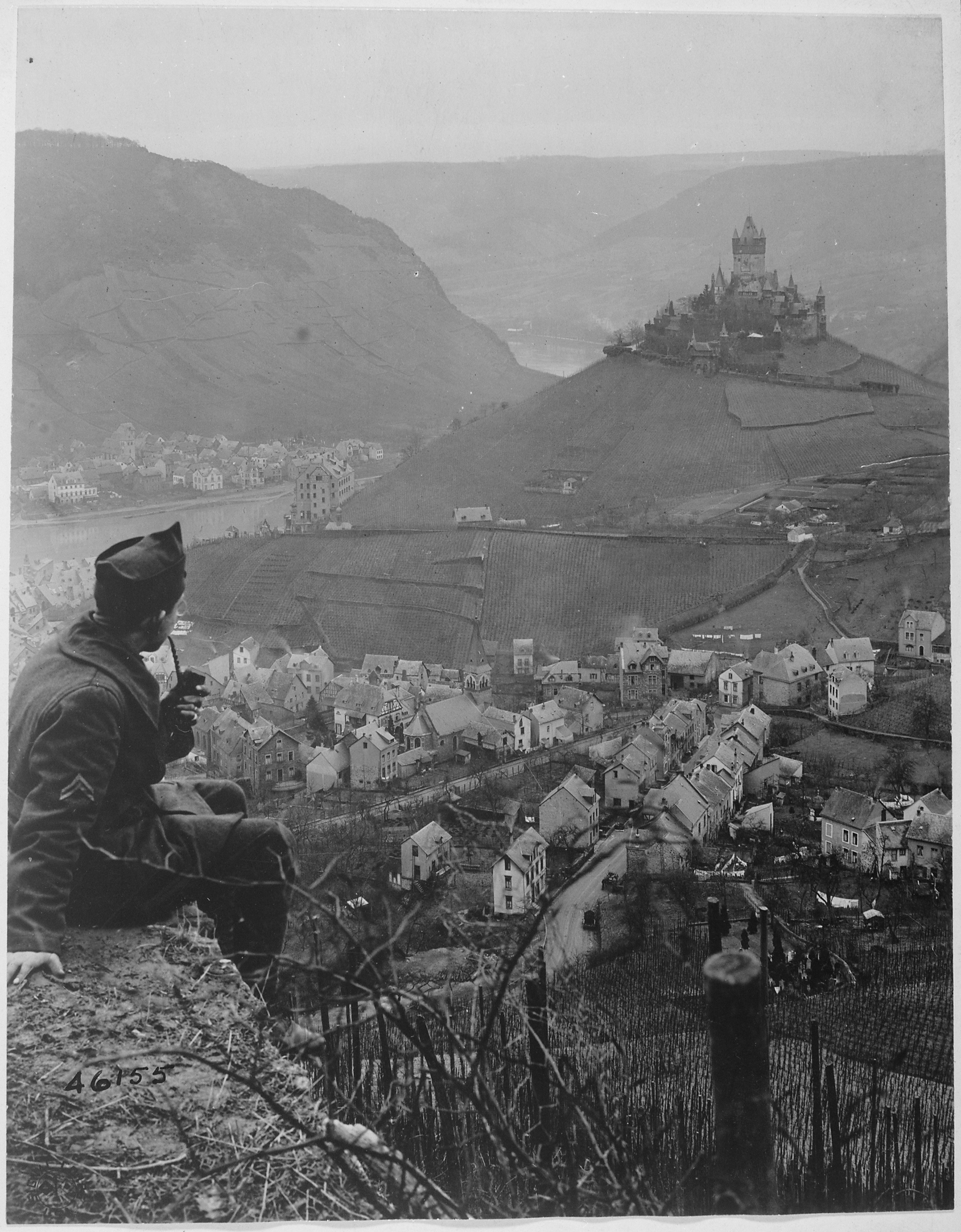
"Aquest vell castell situat al cim d'un turó sobre el riu Mosella i la ciutat de Cochem, Alemanya, és la seu del Quart Cos d'Exèrcit dels EUA. En primer pla hi ha el cap. James C. Sulzer, Quart Cos d'Exèrcit, Unitat fotogràfica. 9 de gener de 1919. "

El 12 de desembre, es va dictar l'Ordre de camp núm. 11, que va ordenar al Tercer Exèrcit que ocupés el sector nord del cap de pont de Coblenz, amb els elements avançats per travessar el riu Rin a les set del 13 de desembre. El límit nord (esquerra) es va mantenir sense canvis. El límit sud (dret) era com s'ha esmentat anteriorment.
Abans de l'avanç, la 1a Divisió va passar al comandament del III Cos. Amb tres divisions, la 1a, la 2a i la 32a, el III Cos va ocupar el sector nord-americà del cap de pont de Coblenz, començant el moviment de les tropes a la hora prevista, el 13 de desembre. Els quatre ponts disponibles per travessar el riu dins del cap de pont de Coblenz eren el pontó i el pont del ferrocarril a Coblenz, els ponts del ferrocarril a Engers i Remagen. El 13 de desembre va començar l'avanç que creuava el Rin fins a posicions avançades. El mateix dia la 42a Divisió va passar al comandament del IV Cos, que, en suport del III Cos, va continuar la seva marxa per ocupar els Kreise de Mayen, Ahrweiler, Adenau i Cochem.
El VII Cos ocupava sota el mateix ordre aquella porció del Regierungsbezirk de Trier dins dels límits de l'exèrcit.
El 15 de desembre, es va obrir el quarter general del Tercer Exèrcit a Mayen a Coblenz: el quarter general del III cos a Polch es va obrir a Neuwied i el quarter general del IV cos va romandre a Cochem, amb el VII cos a Grevenmacher. En creuar el Rin pel front escurçat, de Rolandseck a Rhens a la riba oest, el Tercer Exèrcit no va trobar cap acte hostil de cap mena. A la zona ocupada, tant el subministrament d'aliments com el carbó eren suficients.
La nit del 14 de desembre, les tropes del Tercer Exèrcit havien ocupat les seves posicions al perímetre del cap de pont de Coblenz.

#### Exèrcit d'Ocupació
Durant el gener de 1919, el Tercer Exèrcit es va dedicar a entrenar i preparar les tropes al seu comandament per a qualsevol contingència. Es va distribuir una carta d'instrucció als comandants inferiors que prescrivia un pla d'acció en cas que es reprenguessin les hostilitats. Es van instal·lar instal·lacions a tota la zona de l'exèrcit per facilitar el comandament.
Al febrer, es van obrir escoles militars a través de la zona del Tercer Exèrcit; es va organitzar un dipòsit d'intendent; 2.000 oficials i soldats van marxar per fer cursos a universitats britàniques i franceses; es van crear millors instal·lacions de permís; i es van fer plans per enviar divisions americanes als Estats Units. El 4 de febrer, el control militar dels Stadtkreis de Trier va ser transferit de GHQ al Tercer Exèrcit.
Al març, es van dur a terme tasques rutinàries d'ocupació i formació; es va celebrar un espectacle de cavalls de l'exèrcit; es van establir centres educatius d'exèrcit, cossos i divisions a la zona del tercer exèrcit; el comandant del port de Coblenz va assumir les funcions de l'oficial regulador de Coblenz; i la 42a Divisió va ser alliberada del IV Cos i va ser col·locada a la Reserva de l'Exèrcit.
A l'abril va començar l'èxode de les divisions americanes del Tercer Exèrcit als Estats Units. Durant el mes es van establir parcs de transport a motor; es va celebrar un saló de l'automòbil de l'exèrcit ; es va reorganitzar la zona de l'exèrcit; i es va iniciar la centralització de la propietat militar en previsió de retornar-la als Estats Units. El 20 d'abril de 1919, el comandament del Tercer Exèrcit va canviar del major general Dickman al tinent general Hunter Liggett.

#### Prepara't per avançar
El 14 de maig de 1919, el mariscal Ferdinand Foch, general en cap dels exèrcits aliats, va presentar plans d'operacions al comandant del Tercer Exèrcit perquè s'utilitzessin en cas que Alemanya es negués a signar el tractat de pau. El 20 de maig, el mariscal Foch va dirigir els comandants aliats a enviar tropes cap a Weimar i Berlín en cas que no es signés el tractat de pau. El 22 de maig, el Tercer Exèrcit va emetre el seu pla d'avanç, efectiu el 30 de maig, davant la imminent emergència. El 27 de maig, Foch va informar a Pershing que el Consell Suprem de Guerra desitjava que els exèrcits aliats es preparessin immediatament per reprendre les operacions actives contra els alemanys.
L'1 de juny, l'avanç GHQ, AEF, a Trier es va suspendre. El 16 de juny, Foch va notificar a Pershing que els exèrcits aliats havien d'estar preparats després del 20 de juny per reprendre les operacions ofensives i que els moviments preliminars començarien el 17 de juny. El 19 de juny, Pershing va notificar a Foch que a partir del 23 de juny, el Tercer Exèrcit ocuparia les ciutats de Limburg, Westerburg, Hachenburg i Altenkirchen, i que el III Cos agafaria el ferrocarril que connectava aquestes ciutats. El 23 de juny, els alemanys van signar la seva intenció de signar el tractat de pau i es van suspendre les operacions previstes. El 30 de juny, Foch i Pershing van conferir sobre les tropes americanes per deixar-les al Rin.

#### Una pau independent
L'1 de juliol, el general Pershing va notificar al Departament de Guerra que, segons el compliment d'Alemanya de les condicions militars que li van imposar (probablement en el termini de tres mesos després de la ratificació alemanya del tractat), les forces americanes a Europa es reduirien a un únic regiment d'infanteria complementat amb el necessari auxiliars. En conseqüència, el Tercer Exèrcit es va dissoldre el 2 de juliol de 1919. El seu quarter general i tot el personal (que comptava amb aproximadament 6.800 homes) i les seves unitats foren designades a continuació Forces americanes a Alemanya. Aquesta força romandria a Alemanya durant més de tres anys. Això es degué, almenys en part, al fet que els Estats Units, després d'haver rebutjat el tractat de Versalles, eren, per tant, encara "de jure" en guerra amb Alemanya. Aquesta situació va romandre sense resoldre fins a l'estiu de 1921, quan es va signar un tractat de pau per separat.

#### La reactivació i el període d'entreguerres
El Tercer Exèrcit es va reactivar el 9 d'agost de 1932, en una reorganització de les forces de camp als Estats Units, ja que un dels quatre exèrcits de camp es va activar per controlar les unitats de l'exèrcit dels Estats Units que estaven estacionades al país. Fins a l'acumulació de forces americanes abans de la seva entrada a la Segona Guerra Mundial, el Tercer Exèrcit va continuar essent en gran part un exèrcit de paper. Realitzava exercicis d'entrenament periòdicament, però gairebé mai no eren adequats.

### Segona Guerra Mundial

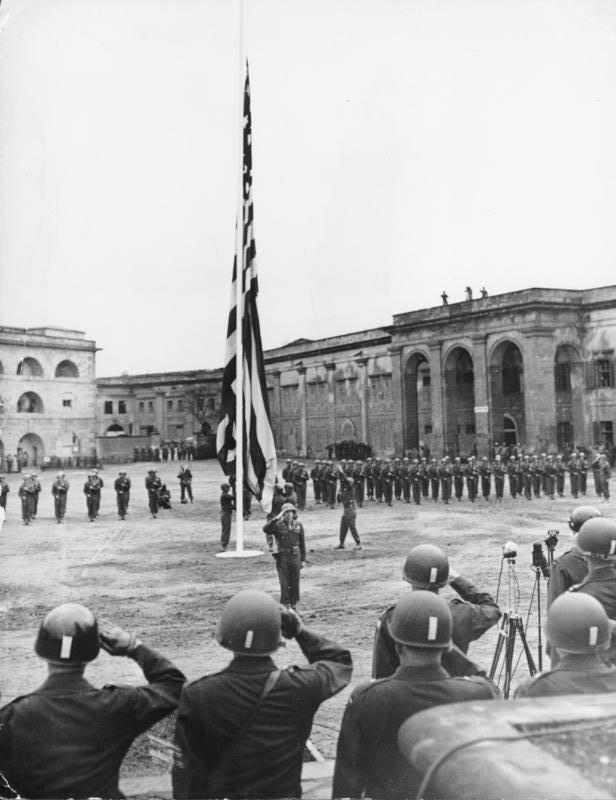
Bandera americana sobre el Festung Ehrenbreitstein després de l'ocupació de Koblenz pel 3r exèrcit, 1945

Com a resultat de la mobilització, el Tercer Exèrcit va assumir el paper d'entrenar algunes de les grans quantitats de reclutes que el projecte portava a les Forces Armades dels Estats Units. El tinent general Walter Krueger, que més tard guanyà fama pel seu comandament del Sisè Exèrcit durant les operacions al Pacífic, va comandar el Tercer Exèrcit des de maig de 1941 fins a febrer de 1943. Sota el seu lideratge, es va establir la base de l'èxit posterior de l'Exèrcit com a formació de combat. Krueger va ser succeït pel tinent general Courtney Hodges que va dirigir l'Exèrcit durant la resta de 1943. La notícia que molts havien esperat va arribar el desembre de 1943 i el Tercer Exèrcit va ser enviat des dels Estats Units al Regne Unit.
El Tercer Exèrcit no va participar en les etapes inicials de l'Operació Overlord. No obstant això, quan va arribar al camp de batalla, va ser dirigit per George S. Patton. Quan el Tercer Exèrcit es va traslladar a França, va ser just després que les formacions sota el comandament d'Omar Bradley havien aconseguit el trencament de Normandia. El Tercer Exèrcit va seguir aquell èxit i va començar una gran cursa a França, quedant finalment superades les seves línies de subministrament que el van aturar prop de la frontera alemanya.
Després d'un període de consolidació, el Tercer Exèrcit estava disposat a tornar a l'ofensiva. No obstant això, els alemanys van llançar llavors la seva última gran ofensiva de la guerra: la batalla de les Ardenes. Aquesta batalla va ser un intent de repetir l'avenç decisiu del 1940. No obstant això, el 1944, els alemanys estaven condemnats al fracàs. Van aparèixer els seus propis problemes logístics i es van aturar. Malgrat tot, havien trencat el front nord-americà i va caldre un gran esforç per reduir la penetració resultant. En un dels grans moviments de la guerra, Patton va atendre els consells del seu oficial d'intel·ligència, Oscar Koch, i planejava ajudar el Primer Exèrcit si fos necessari. Quan va començar l'ofensiva alemanya, Patton estava preparat per girar l'eix del Tercer Exèrcit d'avançar noranta graus i avançar cap al nord fins al flanc sud de les forces alemanyes. El salient alemany es va reduir a finals de gener de 1945 i es va poder completar la resta del procés de tancament al Rin. Es van produir alguns combats cruels, però a l'abril només hi havia una gran barrera natural entre el Tercer Exèrcit i el cor d'Alemanya. A diferència del 1918, la travessia del Rin va tenir oposició. No obstant això, es va guanyar el cap de pont i el Tercer Exèrcit es va embarcar en una altra gran travessa cap a l'est. Va arribar a Àustria i el maig va alliberar el complex del camp de concentració de Mauthausen-Gusen. Les seves forces van acabar a Txecoslovàquia, el més a l'est de qualsevol unitat nord-americana.
El Tercer Exèrcit després de l'acció de maig de 1945 estableix que el Tercer Exèrcit va capturar 765.483 çpresoners de guerra, amb 515.205 addicionals entre el 9 de maig i el 13 de maig de 1945, per un total de 1.280.688 presoners de guerra, i que, a més, les forces del Tercer Exèrcit van matar 144.500 soldats enemics i van ferir 386.200, per un total de 1.811.388 en pèrdues enemigues. La revisió de Fuller dels registres del Tercer Exèrcit només es diferencia pel nombre d'enemics morts i ferits, afirmant que entre l'1 d'agost de 1944 i el 9 de maig de 1945, 47.500 de l'enemic van morir, 115.700 ferits i 1.280.688 capturats. El total de pèrdues enemigues de Fuller és de 1.443.888 enemics morts, ferits o capturats pel Tercer Exèrcit. El Tercer Exèrcit va patir 16.596 morts, 96.241 ferits i 26.809 desapareguts en acció per un total de 139.646 baixes segons l'esmentat Informe d'Acció de maig de 1945. Segons Fuller, el Tercer Exèrcit va perdre 27.104 morts i 86.267 ferits. Hi va haver 18.957 ferits de tota mena i 28.237 homes apareixen desapareguts en acció. Incloent 127 homes capturats per l'enemic, les baixes totals del Tercer Exèrcit van ser de 160.692 en 281 dies continus d'operacions. Fuller assenyala que la proporció de morts de tropes alemanyes i morts nord-americanes a la zona operativa del Tercer Exèrcit era de 1.75:1.

#### Ocupació alemanya
En la immediata ocupació de la postguerra, l'exèrcit G-2 va acollir breument la missió Fedden. El Tercer Exèrcit va romandre a Alemanya fins que es va tornar als Estats Units el 1947. Quan va tornar als Estats Units, les seves funcions eren molt les mateixes que les dels anys trenta, actuant com a força de comandament i entrenament d'unitats als Estats Units. La guerra de Corea va repetir les tasques d'entrenament de la Segona Guerra Mundial. El Tercer Exèrcit va romandre responsable d'aquest aspecte de les operacions de les Forces Armades dels Estats Units fins al 1974, quan es va activar un nou quarter general, el del Comandament de les Forces o FORSCOM, per substituir el Tercer Exèrcit. El Tercer Exèrcit va quedar així inactivat i va romandre així durant la major part d'una dècada.

### ARCENT
El 3 de desembre de 1982 es va celebrar una cerimònia especial a Fort McPherson per marcar el retorn a l'estat de l'Exèrcit Actiu del Quarter General, Tercer Exèrcit dels EUA sota el comandament del tinent general M. Collier Ross. Entre els convidats a l'esdeveniment hi havia ex comandants del Tercer Exèrcit, el general (retirat) Herbert B. Powell i el tinent general (retirat) Louis W. Truman.
El nou quarter general es va establir a Fort McPherson, i la seva nova missió era servir com a component de l'exèrcit en un comandament unificat, el Comandament Central dels Estats Units, que té la responsabilitat d'una àmplia zona d'ultramar que abasta parts d'Àfrica, Àsia i el Golf Pèrsic.
Per la seva banda, el Tercer Exèrcit podria recórrer a una reserva d'unitats de l'exèrcit i es va fer responsable de planificar, exercitar i desplegar ràpidament aquestes unitats en situacions de crisi.

### Operació Escut del Desert i Operació Tempesta del Desert
No va ser fins al 1990 que el Tercer Exèrcit va tornar al combat. Saddam Hussein va envair Kuwait l'agost del 1990 i les forces americanes van ser enviades immediatament a l'Aràbia Saudita per protegir els jaciments petrolífers saudites. Des que l'Aràbia Saudita va entrar a l'àrea de CENTCOM, el Tercer Exèrcit va ser enviat a comandar les unitats de l'exèrcit al teatre. Al principi, el XVIII Cos formava les forces assignades al Tercer Exèrcit; prou homes per garantir que els iraquians no poguessin envair l'Aràbia Saudita. No obstant això, el novembre de 1990 es van anunciar reforços massius en forma del VII Cos des d'Alemanya. Aquest desplegament va suposar l'ús més gran de formacions blindades dels Estats Units des de la Segona Guerra Mundial i, per tant, era convenient que l'antic comandament de Patton, el Tercer Exèrcit, tingués el control de la batalla. Amb l'obertura d'hostilitats, el XVIII Cos tenia tres divisions americanes i una francesa i el VII Cos quatre divisions americanes i una britànica sota el seu comandament, donant així al Tercer Exèrcit un total de nou divisions, més els regiments de cavalleria blindats adscrits a ambdós cossos.
El Tercer Exèrcit, comandat pel tinent general John J. Yeosock, va ser la principal força de l'operació Tempesta del desert. Les seves unitats es trobaven al flanc esquerre de la força atacant i es van endinsar al sud de l'Iraq. Després es van girar cap a l'est i van enfrontar la Guàrdia Republicana Iraquiana en un ferotge combat. Gran part d'aquesta força va ser destruïda. Pel que fa als seus objectius immediats, la guerra del Golf Pèrsic va ser un èxit impressionant. Els iraquians van ser expulsats de Kuwait i les seves forces van ser completament atacades.
Durant la crisi, el 22è Comandament de Suport va servir com a principal organització de Suport a Serveis de Logística i Combat per l'ARCENT durant l'operació Desert Shield, l'operació Desert Storm i l'operation Desert Farewell. El Comandament es va activar com a ARCENT SUPCOM (Provisional) el 19 d'agost de 1990, però estava en funcionament des del 10 d'agost de 1990. L'ARCENT SUPCOM (PROV) va ser redissenyada com a 22a Comandància de Suport el 16 de desembre de 1990. Durant el conflicte, el comandant era general de divisió, i després el tinent general William 'Gus' Pagonis. Quan es va dissoldre el Comandament després de l'Operació Adéu al Desert, el primer grup de suport de l'àrea el va succeir.

### En suport dels aliats
El Tercer Exèrcit / ARCENT va romandre compromès a l'Orient Mitjà després del final de la guerra del Golf Pèrsic amb diverses operacions per fer complir l'alto el foc.

#### Operació Guerrer vigilant
A l'octubre de 1994, ARCENT va ser novament cridat a comandar, controlar i desplegar les forces de l'exèrcit nord-americà a Kuwait durant l'Operació Guerrer Vigilant.
L'operació es va iniciar en resposta a la sacsejada Saddam Hussein i al posicionament de les forces militars iraquianes al llarg de la frontera iraquià-kuwaití. Aquest acte d'agressió amenaçava de trastocar el delicat equilibri de pau a la regió.
La ràpida generació i desplegament d'ARCENT d'una formidable força de l'exèrcit va demostrar clarament la voluntat i el compromís dels Estats Units amb els seus amics i aliats de la regió.

#### Operació Sentinella Vigilant Sentinel
Menys d'un any després, Saddam Hussein tornaria a desplegar forces iraquianes a prop de la frontera amb Kuwait. A l'agost, el Tercer Exèrcit/ARCENT va proporcionar comandament i control per a un ràpid desplegament d'un grup de treball de brigades pesades. Una vegada més, es van atendre les amenaces iraquianes mentre ARCENT realitzava simultàniament un important exercici d'entrenament a Egipte, "BRIGHT STAR 95", amb la participació de forces militars d'altres 6 nacions. Aquesta operació de contingència va validar els procediments crítics per al desplegament, en particular la descàrrega d'equips dels vaixells prèviament en posició i la seva distribució als soldats que arribaven. El desplegament d'un "paquet Fly-Away" de personal de contingència clau també va validar els procediments per a un grup de comandament i control ràpidament desplegat capaç de realitzar operacions de combat immediatament a l'arribada.

#### Operation Desert Strike
El setembre del 1996, es va al·legar que l'Iraq va violar les sancions de les Nacions Unides mitjançant el desplegament de forces al nord del paral·lel 36 i l'atac de kurds ètnics al nord de l'Iraq. En resposta a la negativa de Hussein a retirar les seves forces, els Estats Units van llançar atacs de míssils de creuer contra objectius militars seleccionats a l'Iraq. Una força de treball de la brigada pesada, 2a brigada, 1a divisió de cavalleria, es va desplegar a Kuwait sota el comandament del Tercer Exèrcit / ARCENT com a seguiment de les forces a un grup de treball ja desplegat (Task Force Headhunter, 1/9 i 1/12 de cavalleria) per dissuadir els possibles atacs de represàlia a Kuwait. El grup de treball de la brigada va comptar amb el suport d'elements de la infanteria de marina dels Estats Units, la marina real britànica i la brigada d'alliberament de Kuwaiti. Hussein aviat va capitular, retirant les seves forces militars al sud del 36è paral·lel.[8]

#### Operation Desert Thunder I
Quan Saddam Hussein va bloquejar les inspeccions d'armes de les Nacions Unides, va provar la resolució del compromís de la coalició violant la zona de prohibició de volar i va amenaçar públicament amb imitar els èxits soviètics anteriors disparant sobrevols de reconeixement U2 a la tardor de 1997, CENTCOM va respondre amb un atac per terra, mar i aire de més de 35.000 forces de coalició i EUA. En suport d'aquesta poderosa força terrestre multinacional i multiserveis, el general Anthony C. Zinni, comandant en cap de CENTCOM, va establir una coalició permanent / grup de treball conjunt (C / JTF), amb seu a Camp Doha, Kuwait, i comandava pel tinent general Tommy R. Franks, comandant general del Tercer Exèrcit / ARCENT.
A més dels Estats Units i les forces de la coalició que ja es trobaven a Kuwait, un grup de treball de la brigada de la Divisió d'Infanteria 3D, Fort Stewart, Geòrgia, es va desplegar ràpidament a Kuwait. Amb sortida del camp d'aviació de l'exèrcit de Hunter, el grup de treball de la brigada va desplegar 4.000 efectius i 2.900 tones d'equips en 120 avions. A les 15 hores d'aterrar a l'aeroport internacional de la ciutat de Kuwait, la unitat havia dibuixat equips preposicionats i es trobava en posicions de batalla al desert. El 28 de febrer, la Combined Joint Task Force Kuwait (C/JTF-K) es va preparar per defensar Kuwait amb una força de terra de més de 9.000 efectius.
Argentina, Austràlia, Canadà, República Txeca, Hongria, Nova Zelanda, Polònia, Romania, Regne Unit i Kuwait van completar el C/JTF proporcionant equips d'enllaç, suport d'avions, elements d'operacions especials, defensa química/biològica, unitats de defensa base, Unitats MASH i personal sanitari.
A les forces sobre el terreny s'afegí equipament per a dues brigades més (una de l'exèrcit i una de marina) a la superfície del golf Pèrsic amb la Força de Preposició Marítima. Aquests vaixells estaven a punt de connectar-se amb soldats i marines que traurien el seu equip i començarien operacions de combat si fos necessari. L'aire d'atac proporcionat pels recursos de la Marina, la Força Aèria i la Coalició va completar aquesta formidable força.
Aquesta va ser la força multinacional més gran reunida al sud-oest d'Àsia des de la conclusió de la guerra del Golf Pèrsic.
Segons el Tercer Exèrcit, la capacitat demostrada de desplegar ràpidament forces de combat de tot el món va dissuadir l'agressió iraquiana i va ajudar a restablir el compliment del Programa d'inspecció d'armes de l'ONU. El novembre de 1998, quan es va interrompre de nou el treball dels inspectors de l'ONU, el Tercer Exèrcit va tornar ràpidament al golf Pèrsic per convèncer Saddam Hussein que els Estats Units estaven disposats a fer complir les condicions de l'alto el foc.

#### Operació Desert Thunder II
Quan Saddam Hussein va violar les sancions de les Nacions Unides i va amenaçar l'estabilitat regional, els Estats Units van començar a desplegar-se a Kuwait i preparar-se per a operacions de combat. El grup de treball combinat/conjunt-Kuwait, en marxa des del Desert Thunder I, va tenir un paper clau en el desplegament ràpid, la recepció, la posada en escena, el moviment endavant i la integració de les forces.
Les unitats que es van desplegar a Kuwait incloïen avançades de la 3a Divisió d'Infanteria (Estats Units)13a Divisió d'Infanteria i del 32è Comandament de Defensa Aèria i de Míssils de l'Armada (AAMDC), personal del Comandament de Suport al Teatre (TSC), el Centre d'Operacions de Suport Aeri (ASOC) i les forces marines. A més, es va suspendre el redistribució de la Unitat Expedicionària de la Marina (MEU) al Golf Pèrsic i es va ordenar un segon MEU al Golf Pèrsic com a reforç.
Mentre les forces es desplegaven a la regió del Golf Pèrsic, el secretari general de les Nacions Unides, Kofi Annan, va volar a Bagdad per reunir-se amb Saddam Hussein.
Després de les negociacions, Saddam Hussein va acordar permetre la represa ininterrompuda de les inspeccions d'armes de les Nacions Unides. A mitjans de novembre, a mesura que es va desactivar la crisi, hi havia 2.300 efectius desplegats a Kuwait en suport de C / JTF-Kuwait.

#### Operació Guineu del Desert
Quan els avions iraquians van començar a desafiar les zones prohibides de volar i els sistemes de defensa antiaèria iraquians van disparar contra avions aliats el desembre de 1998, les forces nord-americanes i britàniques van respondre amb una exhibició massiva de força de foc.
Els avions de la força aèria i de la marina aliats, i els míssils de creuer van contractar comandament i control, comunicacions i van seleccionar objectius de la Guàrdia Republicana el matí del 16 de desembre. Aquests concentrats atacs contra objectius iraquians van continuar fins a primera hora del matí del 19 de desembre.
Durant la campanya, el Tercer Exèrcit va tornar a desplegar forces per defensar Kuwait i tranquil·litzar els aliats a la regió del Golf Pèrsic.
A finals de desembre, C / JTF-Kuwait estava format per aproximadament 6.000 efectius, inclosa la 31a Unitat Expedicionària de la Marina.

#### Operació Llibertat Iraquiana
El Tercer Exèrcit es va desplegar per atacar Iraq de nou a principis de 2003. Les forces que tenia al seu comandament per a l'Operació Iraqi Freedom eren molt més petites que les que havia manat dotze anys abans. Tenia el V Cos com a principal força d'atac, amb només dues divisions completes i una brigada aerotransportada sota aquest comandament. També hi havia la I Força Expedicionària de la Marina, que controlava dues divisions més i una brigada. Tanmateix, els avenços tecnològics van compensar les xifres, cosa que la va convertir en una força poderosa. Van trigar sis setmanes a derrotar l'Iraq, juntament amb la  3a Divisió d'Infanteria, el component mecànic/blindat del XVIII Airborne Corps.
Després de la campanya, el Tercer Exèrcit va tenir la seu a Bagdad, dirigint la seva tercera ocupació en cent anys.

## Rol actual
Com a resultat de les reubicacions del juliol de 2011 al BRAC, el Tercer Exèrcit nord-americà té la seu a la base de la força aèria Shaw, Carolina del Sud, amb un element cap al Camp Arifjan, Kuwait. Administrativament anomenat ARCENT, continua servint com a Comandament de Components de l'Exèrcit per CENTCOM, i l'element cap endavant serveix com a Comandament de Components Terrestres de les Forces de la Coalició (CFLCC). Proporciona assistència i serveis a les ordres ARFOR del teatre, així com el suport de l'exèrcit dirigit a altres serveis.
Anteriorment, a l'Aràbia Saudita, les seves bases inclouen la base aèria del rei Abdul Aziz, la base aèria del rei Fahad, la base aèria del rei Khalid, la base aèria d'Eskan Village i la base aèria de Riyadh. L'exèrcit va traslladar totes les seves bases i equips a la base aèria d'Al Udeid, Qatar, el 2003.
Centrant-se principalment en l'Orient Mitjà, el comandament central i l'àrea de responsabilitat del Tercer Exèrcit (AOR) és una regió extensa i complexa. S'estén des dels estats de l'Àsia central fins a la Banya d'Àfrica. L'AOR comprèn una àrea d'aproximadament 17.000.000 km² que consta de 27 països poblats per més de 650 milions de persones que parlen 12 llengües principals i que representen set religions principals. Dins d'aquesta regió estratègicament important es trobaven les cruïlles històriques de tres continents, la majoria de les reserves mundials de petroli i gas natural, i el principal enllaç marítim entre Europa i Àsia. Els recursos, la geografia diferent, les influències religioses i el conflicte històric han configurat aquesta regió durant segles i ho continuen fent avui en dia.
D'acord amb l'estratègia de seguretat nacional dels Estats Units, el Tercer Exèrcit dona suport al Comandament Central dels EUA mitjançant una estratègia de cooperació en seguretat teatral que engloba els quatre fonaments de l'Estratègia Militar Nacional. El Tercer Exèrcit manté una presència avançada continuada, fa exercicis conjunts i de coalició a tota la regió, proporciona assistència humanitària quan sigui necessari, desenvolupa aliances estretes amb nacions responsables, ajuda en els esforços de neteja de mines i proporciona suport a altres components del servei militar. El Tercer Exèrcit està preparat per respondre ràpidament desenvolupant i executant plans de guerra i missions de contingència segons calgui. Aquesta estratègia proporciona al President una àmplia gamma d'opcions per dissuadir l'agressió i la coacció d'una postura de presència avançada i derrotar decisivament a qualsevol adversari si la dissuasió falla en tot l'espectre del conflicte.

## Organització actual
L'organització actual del comandament és la següent;
- Quarter General del Comandament Central de l'Exèrcit dels Estats Units
  - Comandant general, el tinent general Ronald Clark
  - Comandant general adjunt, general de divisió Douglas S. Crissman
  - Cap d'estat major, general de brigada Robert B. Davis
  - Sergent Major de Comandament, Brian A Hester
- 335è Comandament del Senyal del Teatre - Reserva de l'Exèrcit
- 1er Comandament de manteniment teatral
- Grup de treball, espartà: regular, guàrdia nacional i reserva
- Grup de Suport a la Zona, Jordània
- Grup de Suport a la Zona, Kuwait
- Grup de Suport a la Zona, Qatar

## Llinatge i distincions

### Llinatge
- Organitzat del 7 al 15 de novembre de 1918 a l'exèrcit regular a França com a quarter general i quarter general de tropa, Tercer exèrcit
- Desmobilitzat el 2 de juliol de 1919 a Alemanya
- Reconstituït el 9 d'agost de 1932 a l'Exèrcit Regular com a Caserna General i Companyia de Quarter General, Tercer Exèrcit
- El Quarter General es va activar l'1 d'octubre de 1933 a Fort Sam Houston, Texas
- La companyia de Quarter General es va activar el 23 de novembre de 1940 a Fort Sam Houston, Texas
- Redesignat l'1 de gener de 1957 com a Quarter General i Companyia de Quarter General, Tercer Exèrcit dels Estats Units
- Inactivat l'1 d'octubre de 1973 a Fort McPherson, Geòrgia
- Activat l'1 de desembre de 1982 a Fort McPherson, Geòrgia
- Reorganitzat i redissenyat el 16 de juny de 2006 com a Quarter General de la Central de l'Exèrcit dels Estats Units, que consistiria en el lloc de comandament principal, el lloc de comandament operatiu i el batalló de tropes especials (Batalló de tropes especials - en endavant llinatge separat)[14]

### Crèdit de participació a la campanya
- Segona Guerra Mundial
  - Normandia
  - Nord de França
  - Renània
  - Ardenes-Alsàcia
  - Europa central
- Sud-oest asiàtic
  - Defensa de l'Aràbia Saudita
  - Alliberament i defensa de Kuwait
  - Alto el foc

Guerra contra el terrorisme
- Afganistan
  - Alliberament de l'Afganistan
  - Consolidació I
- Iraq
  - Alliberament de l'Iraq
  - Transició de l'Iraq

(Campanyes addicionals per determinar)

### Condecoracions
- Elogi d'Unitat Meritòria (Exèrcit), corbata amb inscripció SOUTHWEST ASIA 1990-1991
- Elogi d'Unitat Meritòria (Exèrcit), corbata amb inscripció CENTRAL AND SOUTHWEST ASIA 2008
- Elogi d'Unitat Meritòria (Exèrcit), corbata amb inscripció SOUTHWEST ASIA 2009-2010
- Premi d'Unitat Superior de l'Exèrcit, corbata amb inscripció 2001-2004[14]

## Insígnia de màniga d'espatlla

### Descripció / Blasó
En un disc blau de 5,72 cm de diàmetre, una lletra blanca "A" amb barres de 0,32 cm d'ample dins d'un cercle vermell de 5,08 cm de diàmetre i 0,48 cm d'amplada.

### Fons
La insígnia de la màniga d'espatlla es va aprovar originalment per al Tercer Exèrcit el 20 de desembre de 1922. Es va tornar a designar per al Tercer Exèrcit dels Estats Units el 10 de novembre de 1960. La insígnia es va tornar a designar per a l'Exèrcit dels Estats Units el 29 d'agost de 2006. (Dibuix TIOH Número A-1-3)

## Insígnia d'identificació del servei de combat

### Descripció / Blasó
Una insígnia de metall i esmalt de color platejat de 5,08 cm de diàmetre que consisteix en un disseny similar a la insígnia de la màniga de l'espatlla.

## Insígnia d'unitat distintiva

### Descripció / Blasó
Una insígnia de metall i esmalt de color daurat de 3,02 cm d'alçada total que consisteix en un disc blau amb una vora vermella, la zona blava portant una lletra blanca amb majúscula "A" (tal com es representa a la insígnia de la màniga d'espatlla autoritzada per a l'exèrcit nord-americà) davant de la base d'un flor de lis estilitzat daurat, el pètal central de la flor de lis que s'estén darrere i per sobre de la barra transversal de la lletra "A" i darrere i per sota de la vora vermella i la part superior dels dos pètals exteriors que s'estenen per sota, cap avall i per sobre de la vora vermella i acaben a i s'uneixen amb els peus de la lletra "A" i els extrems inferiors s'estenen darrere i per sota de la vora vermella que porta a la part superior cinc daurats de cinc puntes estrelles i la inscripció "TERTIA SEMPER PRIMA" en lletres daurades, la paraula "TERTIA" a la base i entre els pètals exteriors de la flor de lis i les estrelles, la paraula "SEMPRE" a l'esquerra i la paraula "PRIMA" a la dreta.

### Simbolisme
El disseny es basa en la insígnia autoritzada de la màniga d'espatlla de l'Exèrcit dels Estats Units (anteriorment el Tercer Exèrcit dels Estats Units). La flor de lis a la base fa al·lusió a l'activació inicial del quarter general del Tercer Exèrcit a Ligny-en-Barrois, França, el 15 de novembre de 1918. Les cinc estrelles fan referència a les cinc campanyes de Normandia, nord de França, Renània, Ardenes. Alsàcia i Europa central, Segona Guerra Mundial en què va participar el Tercer Exèrcit dels Estats Units. El lema reflecteix la disposició constant del Tercer Exèrcit.

### Fons
La insígnia distintiva de la unitat es va aprovar originalment per al Tercer Exèrcit dels Estats Units el 10 d'octubre de 1968. Es va tornar a designar per a la Central de l'Exèrcit dels Estats Units amb la descripció actualitzada i el simbolisme revisat el 29 d'agost de 2006.

## Comandants

### Generals comandants
Nota – el rang indicat és el màxim rang assolit mentre comandava el Tercer Exèrcit.

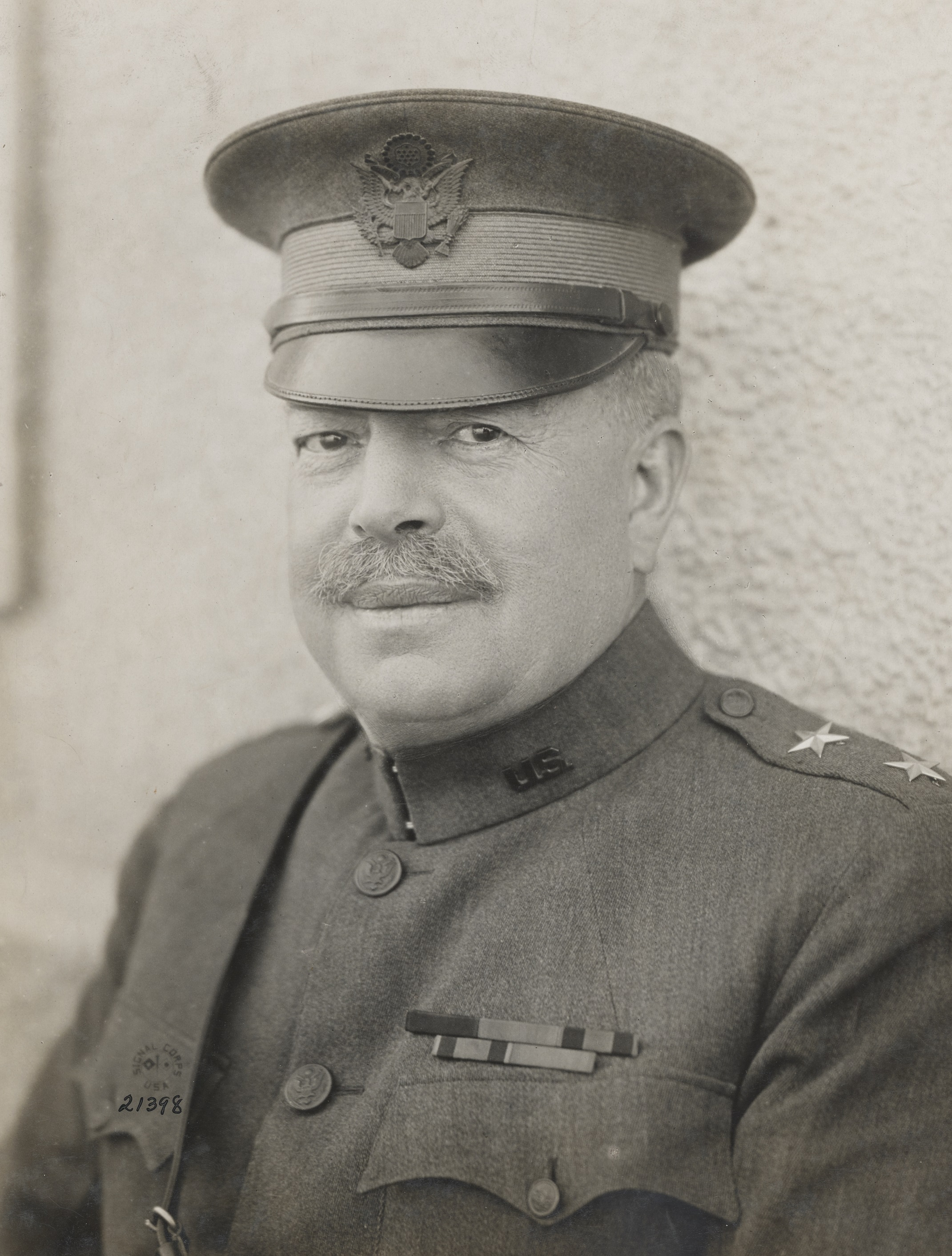
Joseph T. Dickman

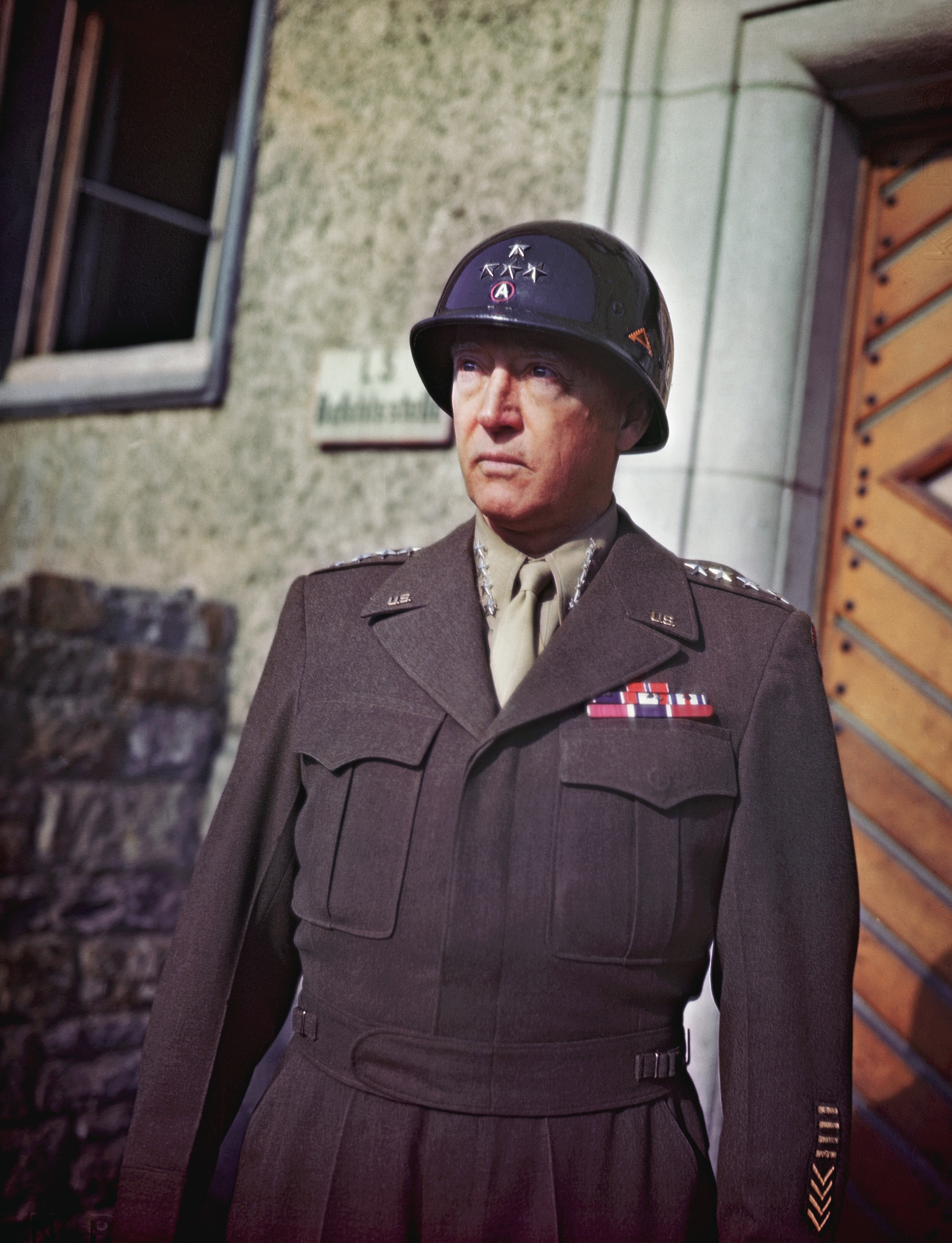
George Patton

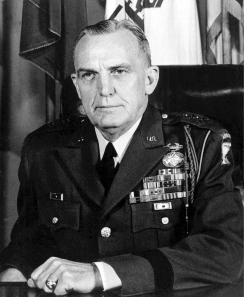
Robert Sink

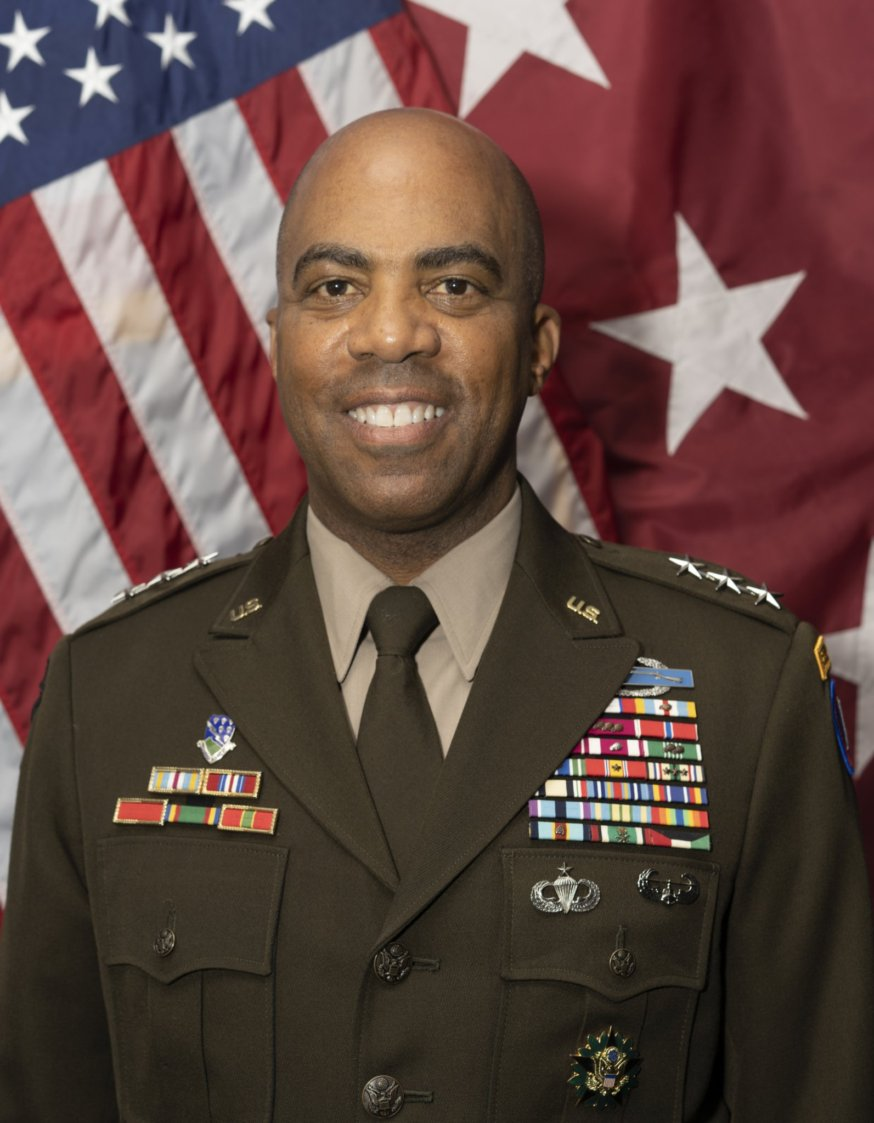
Ronald P. Clark

- LTG Ronald P. Clark (2021–present)
- LTG Terry R. Ferrell (2019–2021)
- LTG Michael X. Garrett (2015–19)
- LTG James L. Terry (2013–15)
- LTG Vincent K. Brooks (2011–13)
- LTG William G. Webster (2009–11)
- LTG James J. Lovelace (2007–09)
- LTG R. Steven Whitcomb (2004–07)
- LTG David D. McKiernan (2002–04)
- LTG Paul T. Mikolashek (2000–02)
- LTG Tommy Franks (1997–2000)
- MG Robert Ivany (1997)
- LTG Steven L. Arnold (1994–97)
- LTG James R. Ellis (1992–94)
- LTG John J. Yeosock (1989–92)
- LTG Andrew Chambers (1987–89)
- LTG T.G. Jenes Jr. (1984–87)
- LTG William J. Livsey (1983–84)
- LTG M. Collier Ross (1982–83)
- Unitat inactivada (1973–82)
- MG Warren Bennett (1973)
- LTG Melvin Zais (1972–73)
- LTG Albert O. Connor (1969–72)
- LTG John L. Throckmorton (1967–69)
- LTG Louis W. Truman (1965–67)
- LTG William C. Bullock (1965) (Acting)
- LTG Charles W.G. Rich (1964–65)
- LTG John W. Bowen (1964) (Acting)
- LTG Albert Watson II (1963–64)
- LTG Hamilton H. Howze (1962–63) (Acting)
- LTG Thomas J. H. Trapnell (1961–62)
- LTG Paul D. Adams (1960–61)
- LTG Thomas J. H. Trapnell (1960)
- LTG Herbert B. Powell (1960)
- LTG Robert F. Sink (1960) (Acting)
- LTG Clark L. Ruffner (1958–60)
- LTG Thomas F. Hickey (1955–58)
- LTG Alexander Bolling (1952–55)
- MG William A. Beiderlinden (1952)
- GEN John R. Hodge (1950–52)
- LTG Alvan Cullom Gillem Jr. (1947–50)
- LTG Edward H. Brooks (1947) (Acting)
- LTG Oscar Griswold (1947) (Interim)
- MG Ernest N. Harmon (1947) (Interim)
- LTG Geoffrey Keyes (1946–47)
- LTG Lucian K. Truscott Jr. (Octubre de 1945 – Abril de 1946)
- GEN George S. Patton Jr. (gener de1944 – October 1945)
- LTG Courtney Hodges (Maig de 1943 – gener de 1944)
- LTG Walter Krueger (Maig de 1941 – Maig de 1943)
- LTG Herbert J. Brees (1940–41)
- LTG Stanley D. Embick (1938–40)
- MG George V.H. Moseley (1936–38)
- MG Frank Parker (1936)
- MG Johnson Hagood (1933–36)
- MG Edwin B. Winans (1932–33)
- Unitat inactivada (1919–32)
- LTG Hunter Liggett (Maig de 1919 - Juliol de 1919)[18]
- MG Joseph T. Dickman (Novembre de 1918 – Abril de 1919)[18]

### Generals segons al comandament
1. MG Douglas Crissman (DCG) (2020–Present)
2. MG David Hill (DCG) (2018–2020)
3. MG Terrence J. McKenrick (DCG)(2017–2018)
4. MG Donnie Walker. (DCG-Sustainment) (2017–present)
5. MG William B. Hickman (DCG-Operations) (2015–2017)
6. MG Paul C Hurley Jr. (DCG-Sustainment) (2015–2017)
7. MG Dana J.H. Pittard (DCG-Operations) (2013–15)
8. MG Kurt J. Stein (DCG-Sustainment) (2012–15)
9. MG Gary Cheek (2011–13)
10. MG Peter Vangjel (2009–11)
11. MG Charles A. Anderson (2008–09)
12. MG Dennis E. Hardy (2006–08)
13. MG James A. Kelley (2005–06)
14. MG Gary D. Speer (2004–05)
15. MG Stephen M. Speakes ()
16. MG Antonio M. Taguba ()
17. MG Henry Stratman ()
18. MG William G. Webster (2002–03)
19. MG Warren C. Edwards (1999–2002)
20. MG Charles C. Campbell (1998–99)

### Sergents Majors Comandants
1. CSM Brian Hester (2019–Present)
2. CSM Joseph Cornelison (2018–2019)
3. CSM Eric C. Dostie (2016–2018)
4. CSM Ronnie R. Kelley (2014–16)
5. CSM Stephan Frennier (2011–14)
6. CSM John D. Fourhman (2008–11)
7. CSM Franklin G. Ashe (2005–08)
8. CSM Julian A. Kellman (2004–05)
9. CSM John D. Sparks (2002–04)
10. CSM Vincent M. Myers (2000–02)
11. CSM Dwight J. Brown (2000)
12. CSM Robert T. Hall (1996–2000)
13. CSM Edward E. Smith (1988–93)

### Caps d'Estat Major
1. BG Jeffrey P. Van (2019–Present)
2. BG James H. Raymer (2017–2019)
3. BG Viet Xuan Luong (2016–17)
4. BG David P. Glaser (2014–16)
5. BG Charles L. Taylor (2012–14)
6. BG David Bishop (2011–12)
7. BG Stephen Twitty (2010–11)
8. COL Kevin M. Batule (2008–10)
9. COL William Norman (2006–08)
10. COL Richard P. McEvoy (2004–06)
11. COL John L. Della Jacono (2003–04)
12. MG Robert Blackman (2002–03)
13. COL John L. Della Jacono (2002)
14. COL Mark S. Wentlent (2000–02)
15. COL Peter J. Deperro (1997–2000)
16. MG Hobart R. Gay (1944–45)[19]
17. MG Hugh J. Gaffey (1944)[19]
18. BG Malin Craig (1918–19)[18]